# Великі князі московські
Список охоплює період з 1263 по 1547 (фактично до смерті Івана IV Грозного у 1584).
Не вказано більш ранні короткочасні та багато в чому спірні випадки виділення Московського князівства зі складу Великого князівства Володимирського. 
Оскільки початок зазначеного періоду ознаменовано боротьбою Московського князівства за піднесення над Великим князівством Володимирським, основний список доповнений допоміжним списком володимирських князів цього часу.
| У 1263 за заповітом Олександра Невського (Великого князя Володимирського в 1252-1263) Москва передана в спадок його молодшому синові — Данилові Олександровичу. |                    |                  |                  |                                                |                                |                                |
| Князі Московські | Князі Московські   | Князі Московські | Князі Московські | Великі князі Володимирські                     | Великі князі Володимирські     | Великі князі Володимирські     |
| Ім'я | Портрет            | Роки життя       | Роки правління   | Роки правління                                 | Ім'я                           | Роки життя                     |
| Данило Олександрович |                    | 1261 — 1303      | 1263 — 1303      |                                                |                                |                                |
| Данило Олександрович | 1263 — 1271        | 1261 — 1303      | 1263 — 1303      | Ярослав Ярославович                            | 1230 — 1271                    |                                |
| Данило Олександрович | 1272 — 1276        | 1261 — 1303      | 1263 — 1303      | Василь Ярославич                               | 1241 — 1276                    |                                |
| Данило Олександрович | 1276 — 1281        | 1261 — 1303      | 1263 — 1303      | Дмитро Олександрович Переяславський            | 1250 — 1294                    |                                |
| Данило Олександрович | 1281 — 1284        | 1261 — 1303      | 1263 — 1303      | Андрій Олександрович Городецький               | прибл. 1255 — 1304             |                                |
| Данило Олександрович | 1284 — 1294        | 1261 — 1303      | 1263 — 1303      | Дмитро Олександрович Переяславський (повторно) |                                |                                |
| Данило Олександрович | 1294 — 1304        | 1261 — 1303      | 1263 — 1303      | Андрій Олександрович Городецький (повторно)    |                                |                                |
| Данило Олександрович | 1304 — 1318        | 1261 — 1303      | 1263 — 1303      | Михайло Ярославович Тверській                  | 1271 — 1318                    |                                |
| Юрій Данилович |                    | 1281 — 1325      | 1303 — 1325      |                                                |                                |                                |
| Юрій Данилович | 1319 — 1322 (див.) | 1281 — 1325      | 1303 — 1325      | кн. Новгородський, 1322 — 1325                 | кн. Новгородський, 1322 — 1325 |                                |
| Юрій Данилович | 1322 — 1326        | 1281 — 1325      | 1303 — 1325      | Дмитро Михайлович Грізні Очі                   | 1299 — 1326                    |                                |
| Іван I Данилович Калита |                    | 1288 — 1340      | 1325 — 1340      |                                                |                                |                                |
| Іван I Данилович Калита | 1326 — 1327        | 1288 — 1340      | 1325 — 1340      | Олександр Михайлович Тверській                 | 1301 — 1339                    |                                |
| Іван I Данилович Калита | 1328 — 1331        | 1288 — 1340      | 1325 — 1340      | Олександр Васильович                           | ? — 1331                       |                                |
| Іван I Данилович Калита | 1331 — 1340 (див.) | 1288 — 1340      | 1325 — 1340      | кн. Новгородський, 1328 — 1337                 | кн. Новгородський, 1328 — 1337 |                                |
| Симеон Іванович Гордий |                    | 1317 — 1353      | 1340 — 1353      | 1340 — 1353 (див.)                             | кн. Новгородський, 1346 — 1353 | кн. Новгородський, 1346 — 1353 |
| Іван II Красний |                    | 1326 — 1359      | 1353 — 1359      | 1353 — 1359 (див.)                             | кн. Новгородський, 1355 — 1359 | кн. Новгородський, 1355 — 1359 |
| Дмитро Іванович Донський |                    | 1350 — 1389      | 1359 — 1389      |                                                |                                |                                |
| Дмитро Іванович Донський | 1360 — 1363        | 1350 — 1389      | 1359 — 1389      | Дмитро Костянтинович Суздальський              | 1322 — 1383                    |                                |
| Дмитро Іванович Донський | 1363 — 1389 (див.) | 1350 — 1389      | 1359 — 1389      | ←→ він же                                      | ←→ він же                      |                                |

|  |

|  |

Московські князі не могли мати імператорського (царського) титулу, від того дня, коли їхні землі стали васалом Золотої Орди. А Чингізиди (династія яка правила Золотою Ордою) мали цей титул. Навіть після її розпаду, московські князі не мали імператорського титулу, тому що утворилася нова незалежна держава, якою правила гілка династії Чингізидів (Кримське ханство). Виплата данини Москвою, Криму тривала до кінця XVII століття і остаточно припинилася лише в правління Петра І з підписанням Константинопольського мирного договору 1700-го року, що дало можливість відновити титул "Государя, Царя і Великого князя всієї Русії" та Московське царство, яке утворив перший цар Московського царства Симеон Бекбулатович, з династії Чингізидів.
Після перемоги у Великій Північній війні Шведська імперія поступалася Великому князівству Московському Балтією і південно-західну Карелію, зберігши за собою Фінляндію, що означало відновлення Московського царства і титула "Государ, Цар і Великий князь всієї Русії".